# ⱸ
Cette page contient des caractères spéciaux ou non latins. S’ils s’affichent mal (▯, ?, etc.), consultez la page d’aide Unicode.
Le ⱸ, appelé e à cran, est un symbole utilisé dans l’alphabet phonétique de Carl Jakob Sundevall de 1855, dans l’alphabet dialectal suédois (landsmålsalfabetet) ou encore dans certaines versions américaines de l’Alphabet phonotypique et l’alphabet phonétique de la Spelling Reform Association américaine. Il est notamment encore utilisé dans le Ordbok över Finlands svenska folkmål [Dictionnaire des dialectes suédois de Finlande].

## Utilisation
Carl Jakob Sundevall décrit le symbole comme une combinaison des symboles a et e, en forme de e avec le bas de a.

## Représentations informatiques
Le e à cran peut être représenté avec les caractères Unicode (Latin étendu C) suivant :
| formes    | représentations | chaînes de caractères | points de code | descriptions                     |
| --------- | --------------- | --------------------- | -------------- | -------------------------------- |
| minuscule | ⱸ               | ⱸ                     | U+2C78         | lettre minuscule latine e à cran |